# Макогонова, Ирина Петровна
Ири́на Петро́вна Макого́нова (до 1977 — Колодя́жная) (род. 12 ноября 1959, с. Лосево, Павловский район, Воронежская область, РСФСР, СССР) — советская волейболистка, игрок сборной СССР (1977—1981), олимпийская чемпионка 1980, чемпионка Европы 1979, 5-кратная чемпионка СССР. Нападающая. Заслуженный мастер спорта СССР (1980).

## Биография
Начала заниматься волейболом в родном селе Лосево в сельской школе. 1-й тренер — Виктор Фёдорович Колодяжный. Выступала за команды: 1974—1975 — «Динамо» (Воронеж), 1975—1984 — «Уралочка» (Свердловск), 1985—1987 — «Энергия» (Воронеж). В составе «Уралочки» 5 раз становилась чемпионкой СССР и дважды победителем розыгрышей Кубка европейских чемпионов. Двукратный призёр Спартакиад народов СССР в составе сборной РСФСР.
В сборной СССР в официальных соревнованиях выступала в 1977—1981 годах. В её составе становилась победителем и призёром крупнейших международных турниров, в частности олимпийской чемпионкой 1980, бронзовым призёром чемпионата мира 1978 и Кубка мира 1981, чемпионкой Европы 1979.
Окончила Свердловский государственный педагогический институт.
С 1988 — на тренерской работе. В 1988—2008 — главный тренер воронежских женских волейбольных команд «Энергия», «Рекорд», СВС. С 2009 — директор СДЮШОР Воронежской области по волейболу, первый вице-президент Воронежской областной федерации волейбола.

## Достижения

### Клубные
- 5-кратная чемпионка СССР — 1978—1982;
  - серебряный (1977) и бронзовый (1984) призёр чемпионатов СССР;
- двукратный победитель розыгрышей Кубка европейских чемпионов — 1981, 1982;

### Со сборными
- Олимпийская чемпионка 1980;
- бронзовый призёр чемпионата мира 1978;
- бронзовый призёр  Кубка мира 1981;
  - участница розыгрыша Кубка мира 1977;
- чемпионка Европы 1979;
  - серебряный призёр чемпионата Европы 1981;
- чемпионка Всемирной Универсиады 1979 в составе студенческой сборной СССР;
- серебряный (1979) и бронзовый (1983) призёр Спартакиад народов СССР в составе сборной РСФСР.

## Награды и звания
- Заслуженный мастер спорта СССР (1980);
- Орден «Знак Почёта» (1980);
- Знак отличия «За заслуги перед Воронежской областью».

## Источник
- Волейбол. Энциклопедия / Сост. В. Л. Свиридов, О. С. Чехов. — Томск: Янсон, 2001.